# Jaderná elektrárna Severní Čechy
Jaderná elektrárna Severní Čechy (někdy označována jako Jaderná elektrárna Počerady; zkratkou ESEV nebo JESEV) byla plánovaná jaderná elektrárna v Československu. Disponovat měla dvěma, později čtyřmi tlakovodními reaktory VVER.

## Historie a technické informace

### Počátky
Projekt elektrárny vznikl jak kvůli špatné ekologické situaci na severu Čech v 70. a 80. letech, tak i omezení spotřeby uhlí v této lokalitě.
Pro severočeskou jadernou elektrárnu, při hledání lokality, přicházely v úvahu tři možnosti: Chotěšov, Sokolov a Počerady, jejichž poloha byla výhodná z hlediska napájení teplárenských sítí Loun, Žatce, Mostu, Chomutova a Litvínova. Přesná poloha nikdy nebyla zvolena, protože po roce 1989 projekt v původní podobě jako takový zanikl.
ESEV měla provozovat dva, později čtyři reaktory VVER-1000/320 o hrubém elektrickém výkonu 1000 MW a tepelném výkonu 3000 MW nebo VVER-1500 o hrubém elektrickém výkonu 1500 MW a tepelném výkonu 4500 MW. Projekt VVER-1500 je sovětský reaktor, který byl zamýšlen jako výkonnější náhrada za VVER-1000 a takového výkonu bylo dosaženo zvětšením hustoty aktivní zóny.

### Po roce 1989
Po sametové revoluci se diskutovalo o postavení čtyř vysokoteplotních reaktorů na místě původně plánované tradiční jaderné elektrárny. Každý z těchto reaktorů měl mít výkon 600 MW a sloužit pro ten samý účel jako dříve zamýšlená jaderná elektrárna. Dnes již projekt není v plánech pro rozvoj jaderné energetiky zahrnut.

## Informace o reaktorech
| Reaktor         | Typ reaktoru             | Výkon       | Výkon        | Zahájení stavby                        | Připojení k síti                       | Uvedení do provozu | Uzavření |
| Reaktor         | Typ reaktoru             | Čistý       | Hrubý        | Zahájení stavby                        | Připojení k síti                       | Uvedení do provozu | Uzavření |
| --------------- | ------------------------ | ----------- | ------------ | -------------------------------------- | -------------------------------------- | ------------------ | -------- |
| Severní Čechy-1 | VVER-1000 nebo VVER-1500 | 950–1425 MW | 1000–1500 MW | Plánovaná výstavba zrušena v roce 1989 | Plánovaná výstavba zrušena v roce 1989 |                    |          |
| Severní Čechy-2 | VVER-1000 nebo VVER-1500 | 950–1425 MW | 1000–1500 MW | Plánovaná výstavba zrušena v roce 1989 | Plánovaná výstavba zrušena v roce 1989 |                    |          |
| Severní Čechy-3 | VVER-1000 nebo VVER-1500 | 950–1425 MW | 1000–1500 MW | Plánovaná výstavba zrušena v roce 1989 | Plánovaná výstavba zrušena v roce 1989 |                    |          |
| Severní Čechy-4 | VVER-1000 nebo VVER-1500 | 950–1425 MW | 1000–1500 MW | Plánovaná výstavba zrušena v roce 1989 | Plánovaná výstavba zrušena v roce 1989 |                    |          |